# Jakub Arbes
Jakub Arbes (Praga, 1840 — 1914) va ser un novel·lista, crític i periodista txec. La seva narrativa formada per novel·les breus i de temàtica fantàstica es caracteritza pel realisme psicològic. Arbes és autor de Newtonuv mozek (‘El cervell de Newton', 1877)